# Moscow Mule
De Moscow Mule is een cocktail uit de longdrinkklasse. Hij bestaat uit wodka, gemberbier, limoen en munt en wordt geserveerd in een koperen mok. De drank werd populair in de jaren 50 toen wodka bekend geraakte in de Verenigde Staten. De naam werd gekozen door de associatie die Amerikanen hebben met wodka en de Russische cultuur. De Moscow Mule is eveneens een van de officiële cocktails die erkend wordt door de International Bartenders Association (IBA).

## Geschiedenis
De drank is ontstaan in 1941, toen een groot Amerikaans bedrijf de rechten opkocht op het wodkamerk "Smirnoff". Het was John Martin, een werknemer van het bedrijf, die de Moscow Mule bedacht en het idee deelde met Rudolf Kunett, de baas van het bedrijf. Op die manier was ook meteen het probleem van de overproductie van gemberbier opgelost, dat een van de ingrediënten werd van de drank. In 1942 werd het voor het eerst geserveerd in de restaurants van Los Angeles, en in 1943 geraakte het ook bekend in de buurstaten (vooral dan in het casino van Las Vegas en andere grote steden).
Door de oorlog stopte de productie, maar in 1947 werd die opnieuw opgestart. Om geïnteresseerden te lokken, werd de drank geserveerd in originele metalen mokken. Tegelijkertijd geraakte de drank wereldwijd bekend. Volgens sommigen staat de Moscow Mule symbool voor het paard van Troje dat binnenstormt in de Amerikaanse cultuur.

## Samenstelling
Voor deze cocktail zijn de volgende ingrediënten nodig:
- 45 ml wodka
- 120 ml gemberbier
- 10 ml limoensap

Je hebt ook een partje van een limoen nodig als garnituur.

### Bereiding
Leg een schijfje gember op de bodem van de mok en voeg ijs toe. Daarna giet je de wodka erbij, tot de mok voor een kwart gevuld is. Voeg daarna het sap van 1 à 2 partjes limoen toe en vul de mok tot aan de randen met gemberbier. Roer goed en garneer met een partje limoen.

## Varianten
Er bestaan veel varianten op deze cocktail. In plaats van het stukje limoen wordt bijvoorbeeld ook een kers, stukje komkommer, citroen of sinaasappel gebruikt. 

## Koperen mok
De drank wordt gewoonlijk geserveerd in een koperen beker. Dit is enigszins omstreden omdat kleine hoeveelheden koper in de alcohol oplossen en in het lichaam terecht komen. Dit kan omzeild worden door de mok van binnen een laagje roestvrij staal te geven.